# Taquari (Birigui)
Taquari é um povoado (núcleo urbano) do município brasileiro de Birigui, no interior do estado de São Paulo.

## História

### Formação administrativa
- Distrito policial de Taquari, criado em 20/09/1934 no município de Birigui[3].

## Geografia

### Área urbana
No Censo 2022 (IBGE) Taquari era classificado pelo IBGE como núcleo urbano, com um total de 62 domicílios.

### Demografia

#### População urbana
| Crescimento população urbana | Crescimento população urbana | Crescimento população urbana | Crescimento população urbana |
| Censo                        | Pop.                         |                              | %±                           |
| ---------------------------- | ---------------------------- | ---------------------------- | ---------------------------- |
| 2022                         | 101                          |                              | —                            |
| Fonte: IBGE e Fundação SEADE |                              |                              |                              |

### Rodovias
O principal acesso ao povoado é a Rodovia Gabriel Melhado (SP-461).

## Serviços públicos

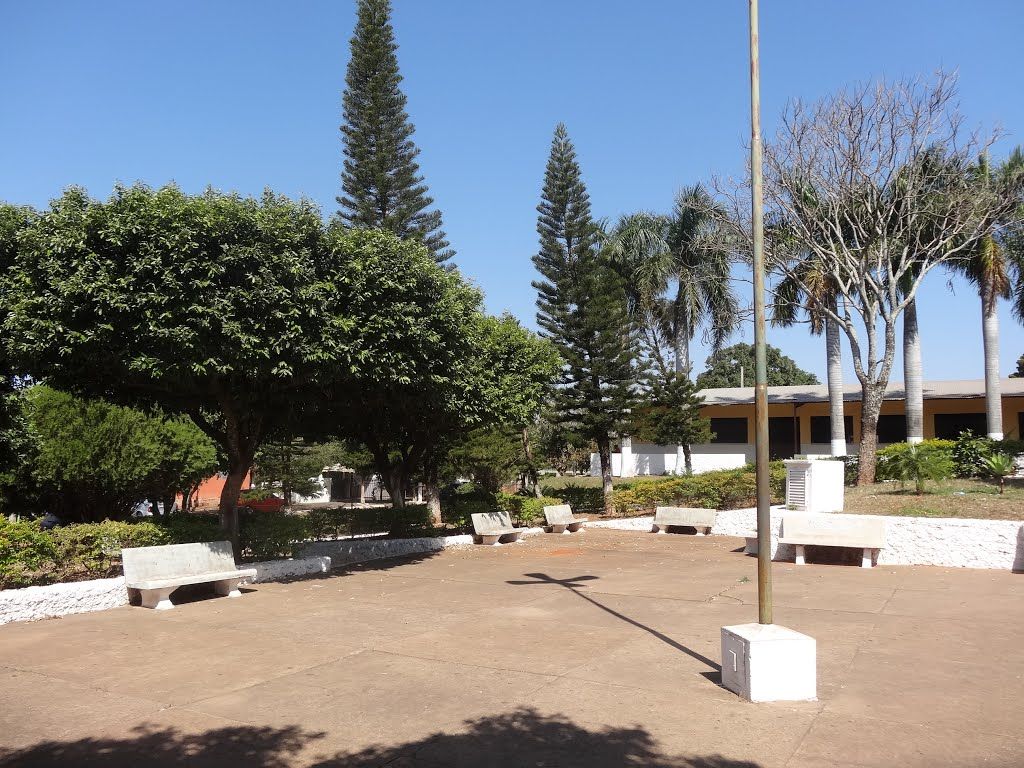
Praça.

### Saneamento
O serviço de abastecimento de água é feito pela Prefeitura Municipal de Birigui.

### Energia
A responsável pelo abastecimento de energia elétrica é a CPFL Paulista, distribuidora do grupo CPFL Energia.

## Religião
O Cristianismo se faz presente no povoado da seguinte forma:

### Igreja Católica
- A igreja faz parte da Diocese de Araçatuba[13].